# I. e. 195
Évszázadok: i. e. 3. század – i. e. 2. század – i. e. 1. század
Évtizedek: i. e. 240-es évek – i. e. 230-as évek – i. e. 220-as évek – i. e. 210-es évek – i. e. 200-as évek – i. e. 190-es évek – i. e. 180-as évek – i. e. 170-es évek – i. e. 160-as évek – i. e. 150-es évek – i. e. 140-es évek
Évek: i. e. 200 – i. e. 199 – i. e. 198 – i. e. 197 –  i. e. 196 – i. e. 195 – i. e. 194 – i. e. 193 – i. e. 192 – i. e. 191 – i. e. 190

## Események

### Róma
- Lucius Valerius Flaccust és Marcus Portius Catót választják consulnak.
- A néptribunusok javaslatára és Cato vehemens tiltakozása ellenére eltörlik a második pun háborúban hozott lex Oppiát, amely megtiltotta a nőknek fél unciánál több arany birtoklását, a színes ruhák viselését és a kocsin utazást a városokon belül.
- Q. Minucius praetor Hispániában nagy győzelmet arat a fellázadt hispánok ellen. A felkelés maradékát Cato töri le igen hatékonyan és könyörtelenül.
- Flaccus consul a Pó völgyében élő fellázadt gall boiusok fölött arat győzelmet.

### Karthágó
- Hannibal reformjaival és a korrupcióellenes intézkedéseivel maga ellen haragítja a karthágói arisztokráciát, akik bepanaszolják őt Rómában, hogy Antiokhosz szeleukida királlyal (akivel újabban feszültté vált Róma viszonya) szövetkezik. Hannibal nem várja meg letartóztatását, hanem Antiokhoszhoz menekül.

### Hellenisztikus birodalmak
- Miután az V. Ptolemaiosz halálról szóló híresztelés valótlannak bizonyul, III. Antiokhosz feladja Egyiptom meghódítására vonatkozó terveit és lezárva az ötödik szíriai háborút, békét köt Ptolemaiosszal. Egyiptom feladja szíriai és kis-ázsiai birtokait.
- A római-akháj-rodoszi-pergamoni szövetség hosszas ostrom után elfoglalja Gütheiont, Spárta fő kikötőjét. Nabisz Spárta városába szorul vissza.

### Kína
- Meghal Kao-cu császár, utóda tizenöt éves fia, Huj-ti. A kiskorú uralkodó mellett anyja, Lü lesz a régens, aki rendkívül kegyetlen módon kivégezteti volt vetélytársát, férje szeretőjét és megmérgezteti fia három féltestvérét.

## Születések
- I. Mithridatész pártus király
- Publius Terentius Afer, római színműíró (hozzávetőleges időpont)

## Halálozások
- Június 1: Han Kao-cu kínai császár

## Fordítás
- Ez a szócikk részben vagy egészben  a(z)   195 BC című angol Wikipédia-szócikk fordításán alapul.  Az eredeti cikk szerkesztőit annak laptörténete sorolja fel. Ez a jelzés csupán a megfogalmazás eredetét és a szerzői jogokat jelzi, nem szolgál a cikkben szereplő információk forrásmegjelöléseként.